# Somatochlora whitehousei
Somatochlora whitehousei är en trollsländeart som beskrevs av Walker 1925. Somatochlora whitehousei ingår i släktet glanstrollsländor, och familjen skimmertrollsländor. Inga underarter finns listade i Catalogue of Life.